# آنتوان پلگرینا
آنتوان پلگرینا (فرانسوی: Antoine Pellegrina‎؛ زادهٔ ۲۱ سپتامبر ۱۹۳۳) دوچرخه‌سوار اهل فرانسه است.